# Harrisonburg (Virginie)
Pour les articles homonymes, voir Harrisonburg.
Harrisonburg est une ville de l'État de Virginie, à l'est des États-Unis. En 2010, sa population était de 48 914 habitants.
Ville indépendante, elle fut fondée en 1779 et porte le nom de Thomas Harrison (1704–1785).